# بيجو 207
بيجو 207 هي سيارة صغيرة من إنتاج شركة بيجو. بدأ إنتاج هذا الطراز في يناير 2006. ووفقا لبحث في سوق السيارات، هذا الطراز هو الأفضل مبيعا في أوروبا عام 2007.

## الإطلاق
تم إطلاق ال 207 في فرنسا، أسبانيا، وإيطاليا في أبريل 2006م، ثم باقى السوق الأوروبية لاحقا.
الإطلاق في المملكة المتحدة تم في الثامن من يونيو 2006. قامت نقابات العمال في شركة بيجو-سيتروين المملكة المتحدة باخيار نفس هذا اليوم للقيام بالدعوة لمقاطعة منتجات الشركتين في السوق البريطانية. هذه الدعو كانت نتيجة عزم الشركة القيام بإغلاق المصنع في بريطانيا. بالرغم من المقاطعة زادت مبيعات بيجو في المملكة المتحدة.

## الانتقادات
قوبلت بيجو 207 بمراجعات متباينة، وواجهت انتقادات بسبب تصميمها الداخلي، وجودة علبة التروس الخاصة بها، ومعالجتها، مع تحديد المشكلتين الأخيرتين أيضًا في إصدار GTI.
وقالت مجلة أوتوكار إن بيجو 207 هاتشباك «لعبت بأمان وبالتالي فهي تفتقر إلى السحر والحيوية والاختلاف». لقد نالت الثناء على قيمتها وسلامتها وتصميمها. خشي المراجعون من عدم موثوقيتها، ووصفتها إحدى شركات التأمين على السيارات بأنها رابع أقل السيارات موثوقية. تم استقبال نسخة CC بشكل أفضل، حيثوصفتها مجلة Top Gear motoring بأنها «نسخة جديدة لائقة من إحدى النسخ الأصلية... من سلالة كابريو العلوية».
على الرغم من هذا الافتقار إلى الإشادة، فقد تم بيعها بشكل جيد في بريطانيا، حيث احتلت المرتبة السادسة بين أفضل السيارات مبيعًا بشكل عام (والثالثة في قطاع السيارات الصغيرة جدًا) في عام 2007، حيث تم بيع أكثر من 67000 سيارة.

## التصميم والمواصفات
كان 207 هو خليفة 206 . استند طراز 207 على نسخة معدلة من المنصة المستخدمة في Citro3n C3 وتم بناؤه في Poissy (فرنسا)، مدريد (إسبانيا) ومصنع جديد في Trnava ، سلوفاكيا.
في البداية، كانت ثلاثة محركات بنزين متوفرة: 1.4 لتر 8 فولت 75 أو 16 فولت 90 حصان (67 كيلو واط، 91 حصان) و 1.6 لتر 16 فولت مع 110 حصان (82 كيلو واط، 112 حصان). منذ نهاية عام 2006، تم استبدال طرازي 1.4 و 1.6 16 فولت بمحرك جديد 1.4 vti 95 bhp (71 kW؛ 96 PS) و 1.6 vti a 120 bhp (89 kW؛ 122 PS) Valvetronic .
تمت إضافة نسختين من الشاحن التوربيني والمبرد، أحدهما بقوة 150 حصانًا (112 كيلو واط؛ 152 حصانًا) والآخر بقوة 175 حصانًا (130 كيلو واط، 177 حصانًا) إلى النطاق. وأربعة محركات الأخيرة ناتجة عن اتفاق التعاون بين PSA و BMW الفريق؛ ويمكن العثور عليها أيضًا في ميني كوبر إس. المحركات التي تعمل بالديزل هي 1.4 لتر 70 حصان (52 كيلو واط) أو 1.6 لتر HDi مع أقصى إنتاج 90 حصان (67 كيلو واط) أو 110 حصان (82 كيلو واط)، وهذا الأخير مع إضافة مبرد داخلي.
كان 207 متاحًا كسيارة هاتشباك بثلاثة أو خمسة أبواب، و 207 SW Station Wagon و 207 كوبيه كابريوليه (207 CC)، والتي تم إطلاقها في ديسمبر 2006، كبديل للسقف الصلب القابل للسحب 206 CC القديم، مع المحرك يقتصر الاختيار على 1.6l HDi أو 1.6l Vti.
كان إصدار GTI (أو RC في بعض الأسواق) متاحًا أيضًا، مع محرك THP175 175 حصان (130 كيلو واط) بشاحن توربيني سعة 1.6 لتر. A GT (أو Limitee) الإصدار هو متاح أيضا، ولكن يباع فقط مع THP150 150 حصان (110 كيلوواط) توربو 1.6 لتر محرك، وأيضا يتميز السقف الزجاجي.
يتم بيع كل من إصدارات GTI و GT حصريًا مع علب التروس اليدوية. تم تجديد السيارة في يوليو 2009، حيث تلقت شبكة أصغر قليلاً وإضاءة أمامية منقحة، بما في ذلك أغطية مصابيح الضباب الجديدة، إلى جانب مصابيح LED في الخلف. تم إجراء بعض التغييرات في برامج إدارة المحرك أيضًا، مما أدى إلى زيادة قوة GTI من 175 حصان (130 كيلو واط) إلى 184 حصان (137 كيلو واط).

### إصدار Le man's الخاص
بعد حصولها على المراكز الثلاثة الأولى في التأهل لسباق التحمل 24 Hours of Le Mans ، أصدرت بيجو تفاصيل مناسبة لطراز إصدار خاص من Peugeot 207 Le Mans Series. مع إنتاج 2000 وحدة فقط، تميزت سلسلة 207 لومان من الخارج بمصد أمامي رياضي مع شبك ألومنيوم Shadow ومصابيح أمامية من الكروم الأسود.
تم طلاء القوالب الجانبية للجسم وشرائط الصدمات وأغطية المرايا الجانبية بلون الهيكل، في حين تم قطع شريط السباق الطويل على طول غطاء المحرك والسقف والجناح الخلفي. تضمنت اللمسات اللاصقة الأخرى شعار بيجو وخطوط على الأبواب وشعارات لومان على باب صندوق الأمتعة. كما تضبط عجلات الألمنيوم الخاصة متعددة الأسطوانات مقاس 17 بوصة نغمة السيارة. كانت الألوان الخارجية بيضاء بانكيز وأسود أوبسيديان.
تم نقله من 207 RC ، تلقى المقصورة الداخلية ديكورًا من الجرانيت مع مقاعد دلو أمامية وخلفية بالإضافة إلى أغطية حصيرة أمامية وخلفية RC. عجلة القيادة أيضًا، بحلقة نهائية من الجرانيت ومرقمة من 1 إلى 2000. مقبض ذراع نقل السرعات، ومجموعة الدواسة، ومسند القدم، وعتبة الباب من الألومنيوم.
ثلاثة محركات كانت متوفرة مع 207 Le Mans Series. بدءًا من 1.6 HDi 16v 110 hp DPFS و 1.6 THP150 16v 150 hp ، كل منها يتلقى أنبوب عادم مطلي بالكروم. تلقى أعلى 1.6 THP175 16v 175 حصان أنبوب عادم مزدوج مطلي بالكروم.

## بيجو 207 اس 2000 - 2007
- بعد أن وُلدت في ورشات قسم السباقات من (بيجو)، خضعت (207) للكثير من التعديلات وخاضت تجربتها الأولى في رالي (أنتيب) عام 2006 مع (جيل بانيزي) خلف المقود. بمحرّكها ذي سعة 2 لتر وقوّة 280 حصان، وصندوق التروس المتسلسل ذي الستّ سرعات، والدّفع الرّباعي للعجلات، فإنّ طراز (207 سوبر 2000) يسير الآن على خطى سيّارات الراليات الأسطوريّة من (بيجو).

## استخدام لوحة الاسم

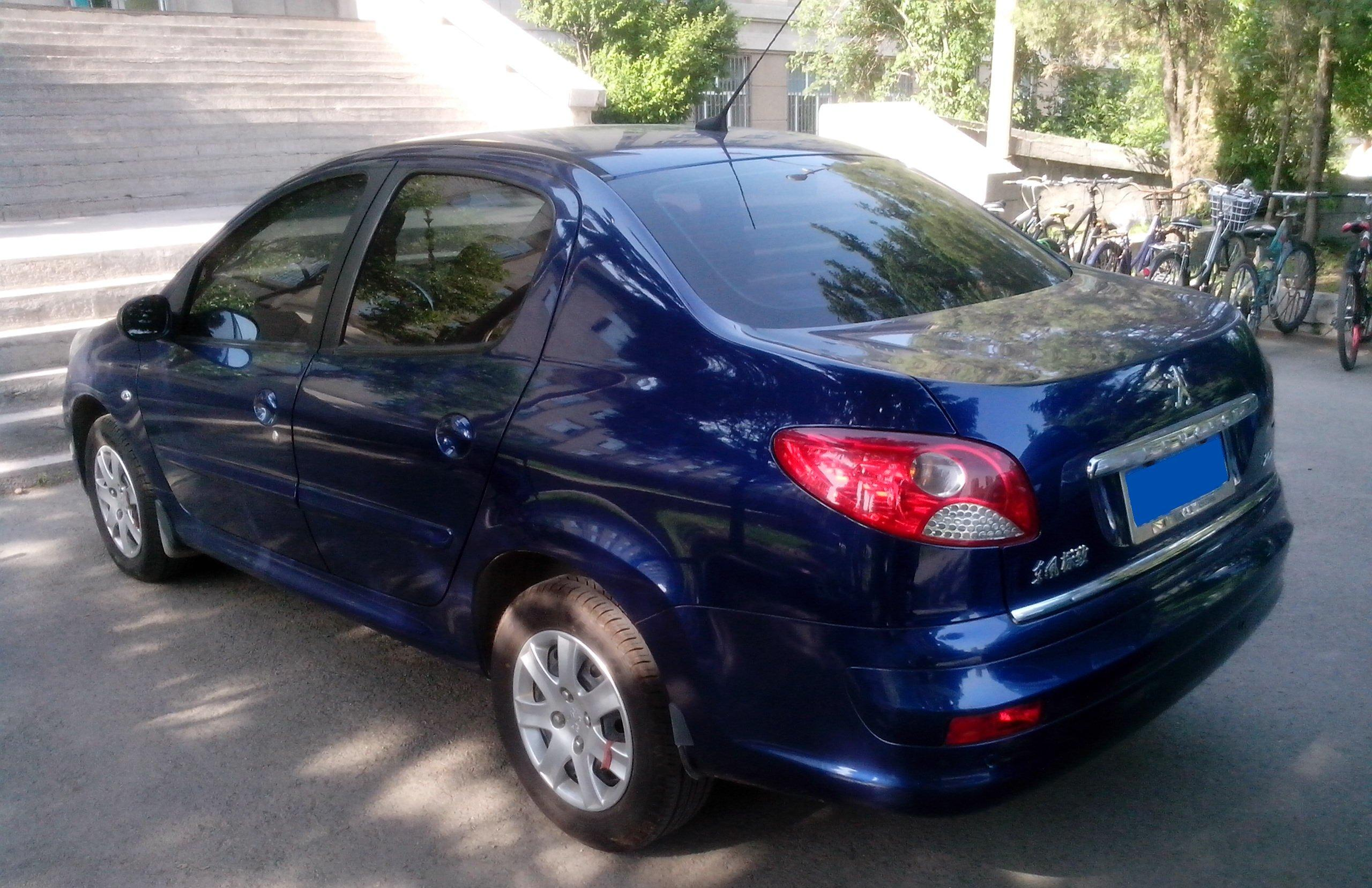
بيجو 207 سيدان (الصين)

في الصين وأمريكا الجنوبية، يتم تسويق نسخة سيدان تحت لوحة Peugeot 207 منذ نوفمبر 2008. ويستند النموذج إلى منصة النموذج السابق، بيجو 206، ويتميز بالواجهة الأمامية للنسخة المحسنة 206+ ، والتي تشبه بيجو 207.

## معرض الصور

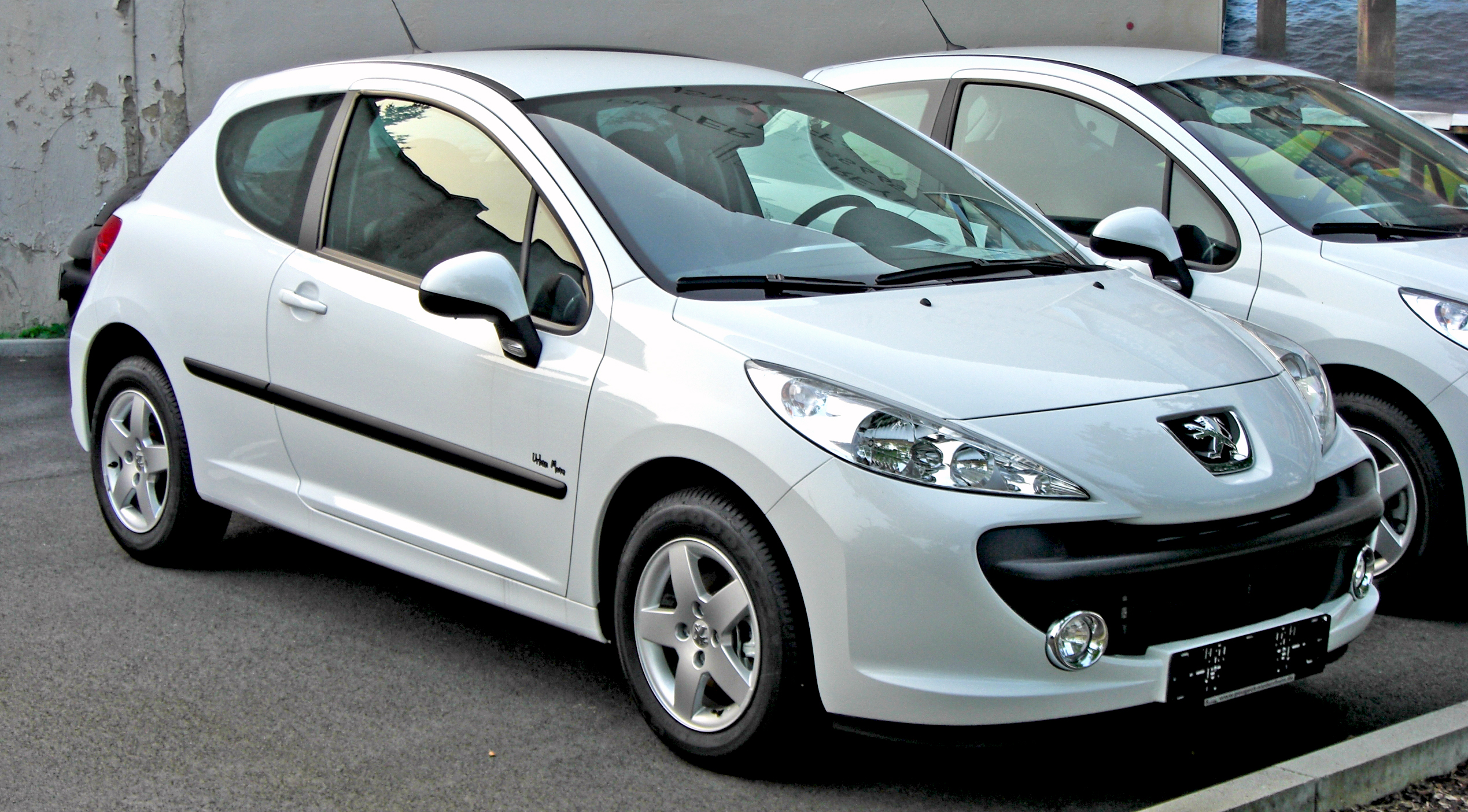
بيجو 207 3 أبواب هاتشباك
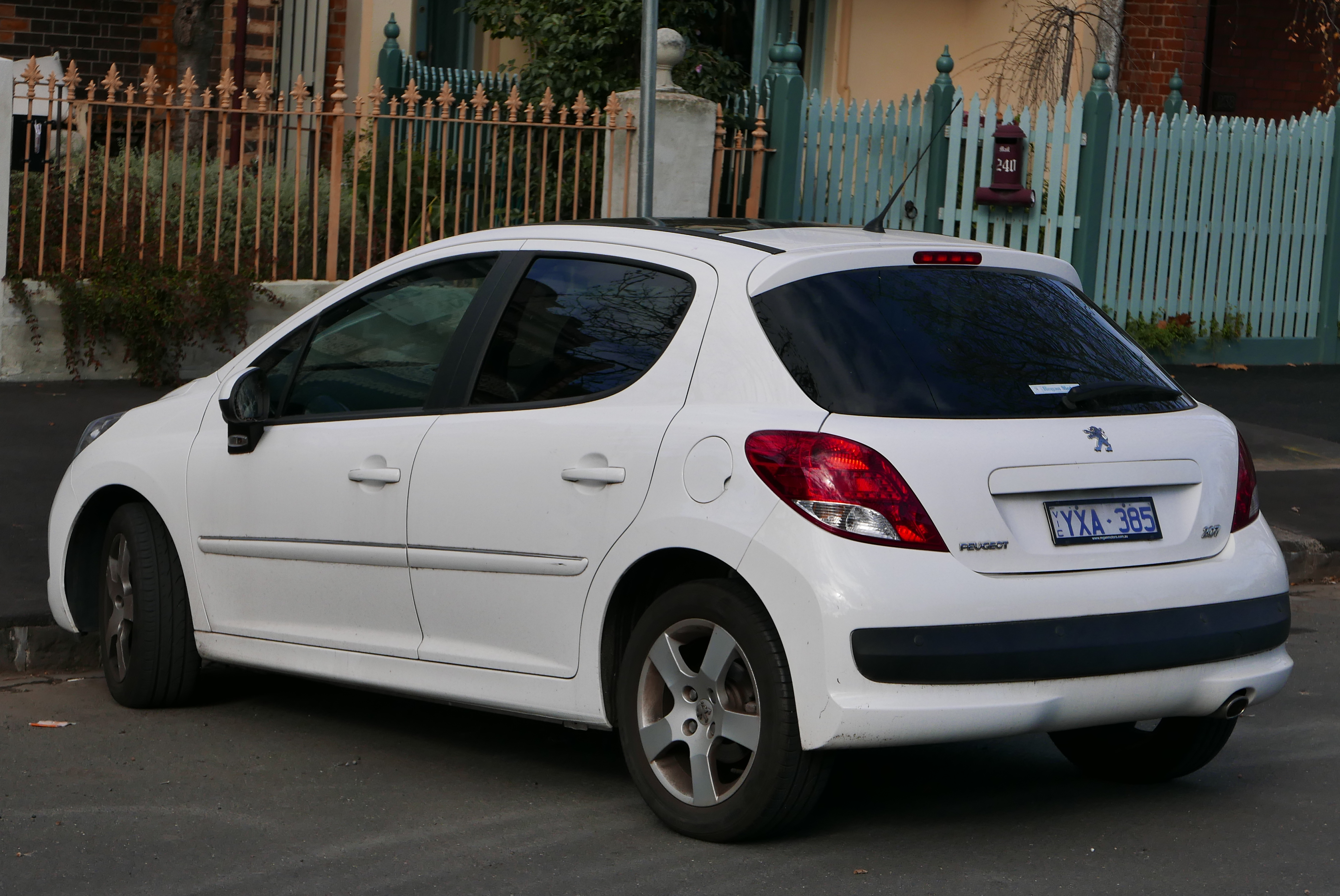
بيجو 207 5 أبواب هاتشباك
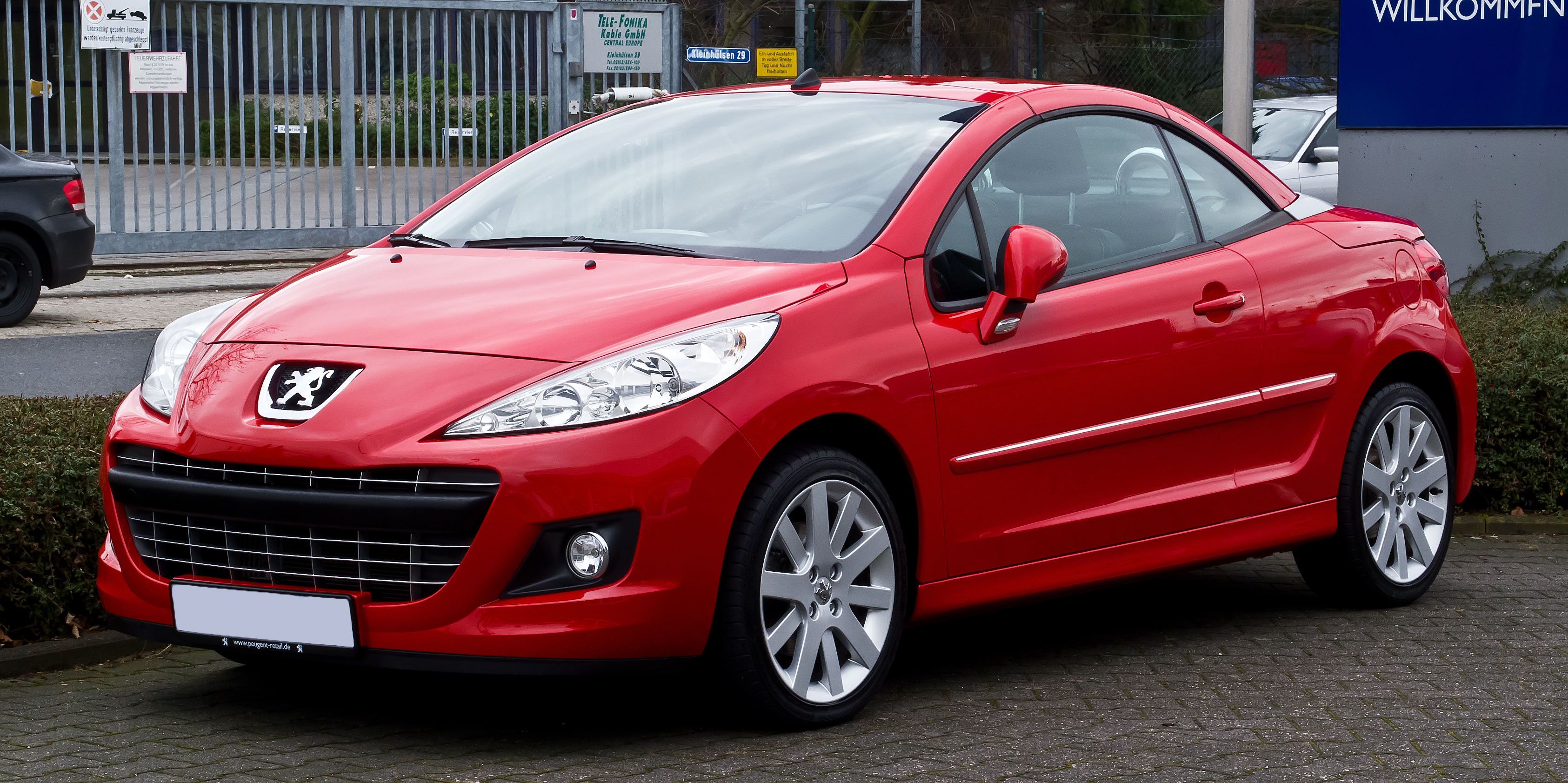
بيجو 207 CC
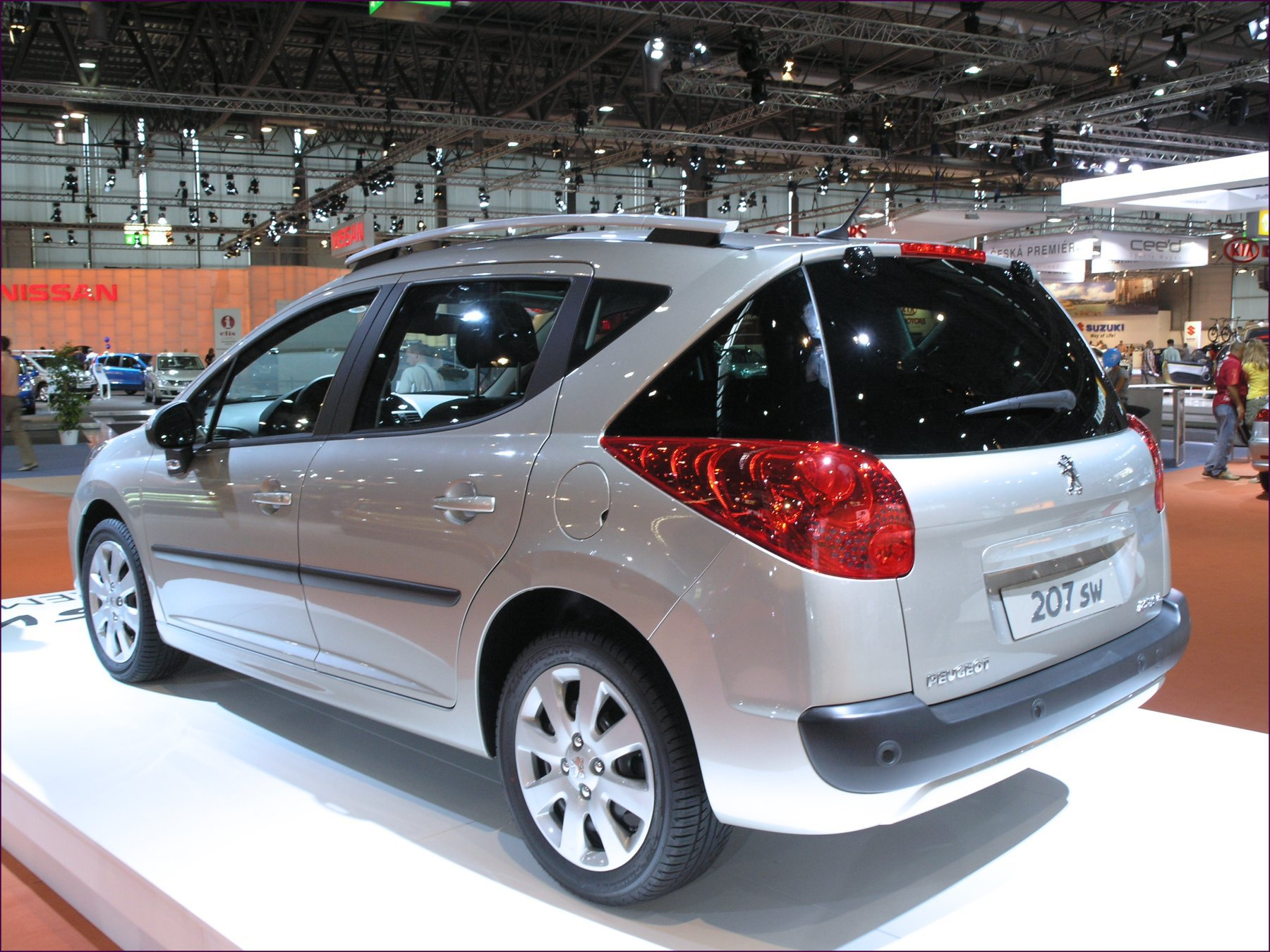
بيجو 207 5-أبواب استايت عائلية
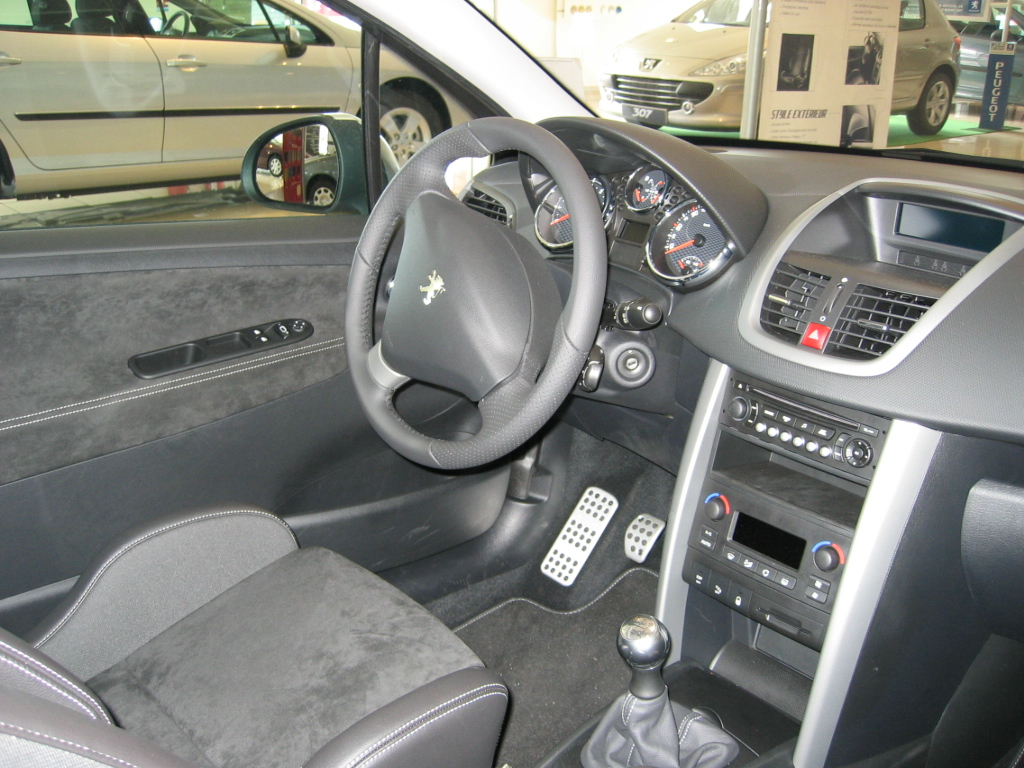
منظر داخلي
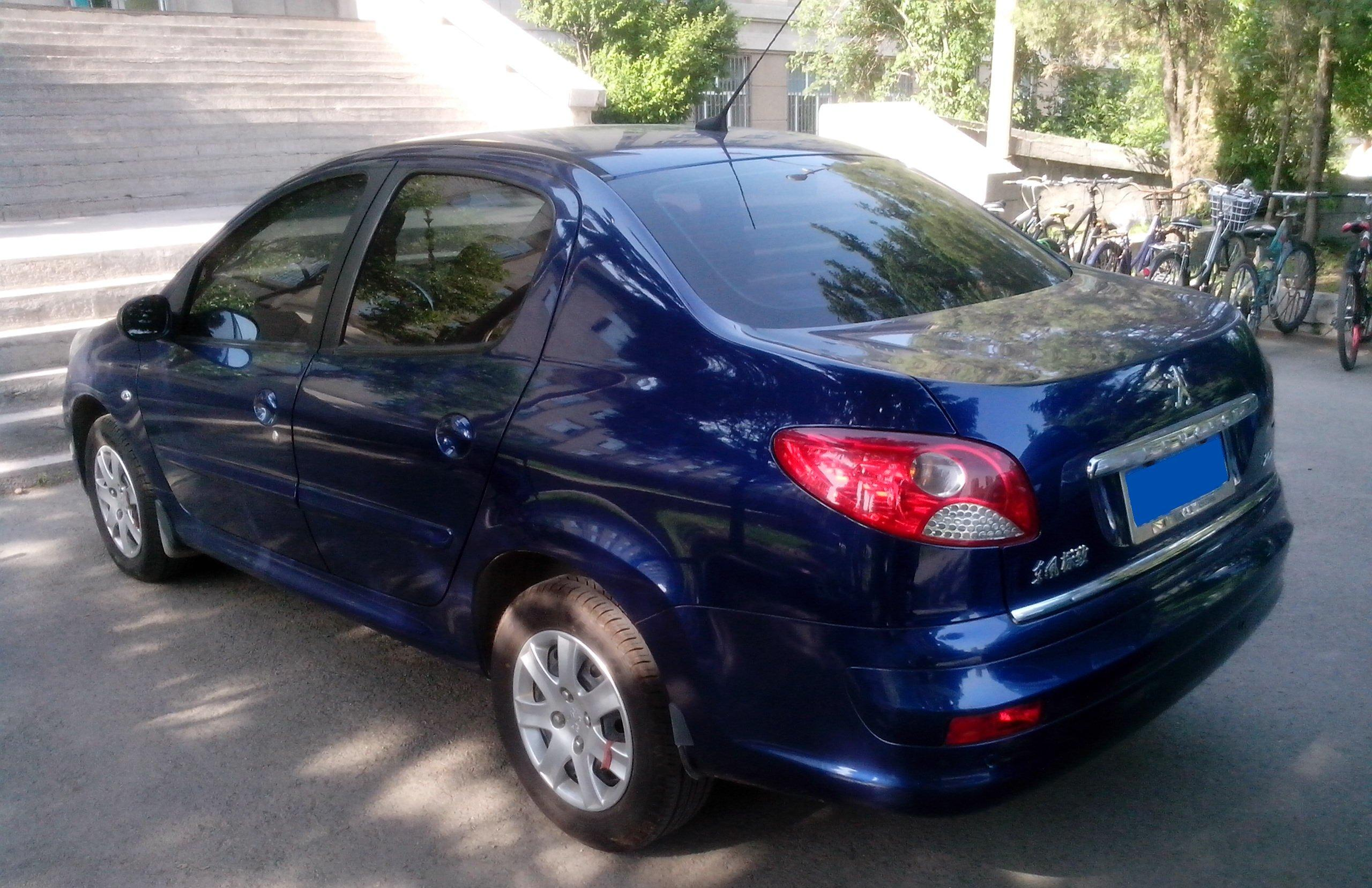
بيجو 207 سيدان في الصين
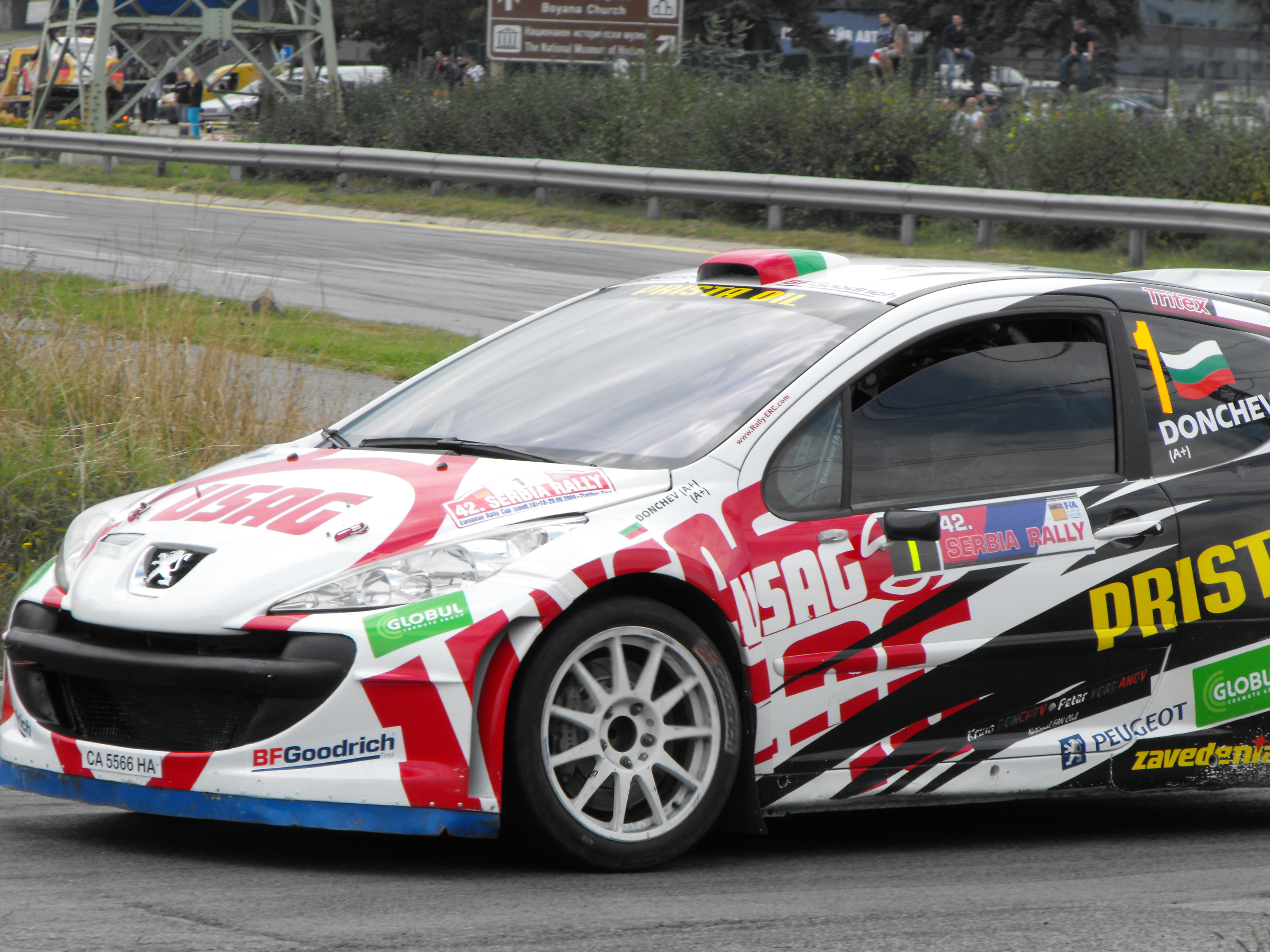
بيجو 207 للسباقات

## روابط مفيدة
- الموقع الرسمي لشركة بيجو
- معلومات عن سيارة بيجو 207 اس 2000